# エムトリックス
株式会社エムトリックスは、コンシューマゲーム企画・開発、モバイル配信サイト運営、及びゲーム各種移植販売デジタルコンテンツの運用∙販売する会社である。

## 概要
後に株式会社工画堂スタジオの社長を務めた谷亮（鬼羅あきら、故人）が 1991年に設立。ゲーム移植事業を行なっているほか、Android向けに独自マーケットを展開し、販売する事業も着手している。Blu-ray PlayersGame移植事業では先進しており、株式会社ビジュアルアーツ、アールエスケイ株式会社と共同で『あそべる! BD-GAME』を立ち上げた。

## PCゲーム作品一覧

### Jelly Bean
- 2002年3月1日 - PRIVATE ROOM
- 2005年1月21日 - PRIVATE ROOM 2

### ぴいちぐみ
- 2003年8月28日 - ぷに☆ふご〜

### BLUE JELLY
- 2003年11月7日 - 派遣制服〜こすぷれ派遣会社SLG〜

### Arianrhod
- 2011年11月25日 - 夢みる月のルナルティア

## 移植作品一覧

### iOS向け
※括弧内は開発元
- Gift 〜ギフト〜（MOONSTONE）
- Memories Off（5pb.Games）
- Memories Off 2nd（5pb.Games）
- 想い出にかわる君 〜Memories Off〜（5pb.Games）
- キラ☆キラ（OVERDRIVE）
- もえがく（スタジオサジタリウス）
- Memories Off 6 〜T-wave〜（5pb.Games）
- CHAOS;HEAD NOAH（5pb.Games）
- 萌え萌え2次大戦（略）（システムソフト・アルファー）
- DEARDROPS（OVERDRIVE）
- エーデルワイス（OVERDRIVE）
- STEINS;GATE（5pb.Games）

## 加盟団体
- Blu-ray Disc Association 加盟
- コンテンツ・ソフト協同組合
- 一般社団法人審査センター

## 関連会社
- 有限会社テトラテック